# Архангельское газовое месторождение
Арха́нгельское га́зовое месторожде́ние (укр. Архангельське газове родовище) — газовое месторождение, расположенное на шельфе Чёрного моря (Крым). Относится к Причерноморско-Крымской нефтегазоносной области.

## Характеристика
Находится на шельфе Чёрного моря в зоне Каркинитско-Северо-Крымского прогиба. Газоносными являются майкопская и неогеновая газовые залежи. Породы-коллекторы — песчано-алевритовые пачки в глинистой толще майкопа и карбонатно-терригенные породы среднего миоцена. Месторождение многопластовое. Обнаружено три продуктивных горизонта (интервалы 855—891 м, 806—812 м, 613,5-626 м). Кроме того, газоносным является интервал 2973-3117 м в палеоценовых образованиях. Залежи пластовые, сводовые. Начальные запасы газа из категорий А+В+С1 — 5413 млн м³. По состоянию на 1998 год добыто 85 млн м³ газа (1,5 % первоначальных запасов).
Разрабатывается с 1992 года. На месторождении сооружены две технологические платформы: ЦТП-7 и БК-1. В 2010—2011 годах было продолжено дообустройство месторождения.